# Seznam kulturních památek v Pohledu
Tento seznam nemovitých kulturních památek v obci Pohled v okrese Havlíčkův Brod vychází z  Ústředního seznamu kulturních památek ČR, který na základě zákona č. 20/1987 Sb., o státní památkové péči, vede Národní památkový ústav jako ústřední organizace státní památkové péče. Údaje jsou průběžně upřesňovány, přesto mohou obsahovat i řadu věcných a formálních chyb a nepřesností či být neaktuální. 
Pokud byly některé části dotčeného území vyčleněny do samostatných seznamů, měly by být odkazy na tyto dílčí seznamy uvedeny v úvodu tohoto seznamu nebo v úvodu příslušné sekce seznamu.

## Pohled
|  | Kategorie „Pohled Castle “ na Wikimedia Commons | Hledat fotografie a kategorie ve Wikimedia Commons podle rejstříkového čísla památky | Nahrát snímek k tomuto tématu do úložiště Wikimedia Commons |  |

|  | Kategorie „Statue of John of Nepomuk in Pohled “ na Wikimedia Commons | Hledat fotografie a kategorie ve Wikimedia Commons podle rejstříkového čísla památky | Nahrát snímek k tomuto tématu do úložiště Wikimedia Commons |  |

|  | Kategorie „Chapel of Saint Anne in Pohled “ na Wikimedia Commons | Hledat fotografie a kategorie ve Wikimedia Commons podle rejstříkového čísla památky | Nahrát snímek k tomuto tématu do úložiště Wikimedia Commons |  |

|  | Kategorie „Cemetery in Pohled “ na Wikimedia Commons | Hledat fotografie a kategorie ve Wikimedia Commons podle rejstříkového čísla památky | Nahrát snímek k tomuto tématu do úložiště Wikimedia Commons |  |

|  | Kategorie „Poutní areál Svatá Anna (Pohled) “ na Wikimedia Commons | Hledat fotografie a kategorie ve Wikimedia Commons podle rejstříkového čísla památky | Nahrát snímek k tomuto tématu do úložiště Wikimedia Commons |  |

## Simtany
| Památka                       | Fotografie                                          | Rejstříkové číslo v ÚSKP                                                             | Sídelní útvar                                               | Poloha                               | Popis a poznámky |
| ----------------------------- | --------------------------------------------------- | ------------------------------------------------------------------------------------ | ----------------------------------------------------------- | ------------------------------------ | --- |
| Kaple Panny Marie (Q61785631) | \| \| \| \| \| \|                                   | 106142 Pam. katalog MIS                                                              | Simtany                                                     | 49°36′5,49″ s. š., 15°40′0,17″ v. d. | Jednoduchá návesní kaplička pozdně barokního tvarosloví cca z poloviny 18. století, pravoúhlého půdorysu s mírně odsazeným půlkruhovým závěrem s konkávně tvarovaným přechodem, o velikosti cca 3,7 x 4 m, orientována východ – západ, s mladší dřevěnou zvoničkou, působivě zasazená do mírně svažitého prostranství na kraji vsi. Mimořádně hodnotná je zejména fresková výmalba interiéru kapličky, objevená v roce 2017. Malířská technika dosahující vysoké umělecké úrovně je podobná stylu mistrů Siarda Nosického, Jana Kaliny nebo Václava Vavřince Reinera, již tvořili v 1. polovině 18. století. Památkově chráněno od 17. ledna 2018. |
|                               | Kategorie „Chapel in Simtany “ na Wikimedia Commons | Hledat fotografie a kategorie ve Wikimedia Commons podle rejstříkového čísla památky | Nahrát snímek k tomuto tématu do úložiště Wikimedia Commons |                                      | |